# Валтер Тил
Валтер Тил (на немски: Walter Thiel) е виден немски инженер-ракетостроител, главен инженер по двигателите и сътрудник на доктор Вернер фон Браун.
Тил се отличава с дълбоки научни знания и е свързващото звено между лабораториите в Пенемюнде и професор Вернер Хайзенберг. Тил е първият който предлага използването на атомна енергия за реактивно задвижване, явявайки се основоположник на ядрения реактивен двигател.
Двигател, конструиран от В. Тил за балистичната ракета Фау-2 (V-2), става прототип за създаването на всички (без изключение) германски, а по-късно и американски балистични ракети с течно ракетно гориво.
Разработения от В. Тил двигател, за зенитната ракета „Васерфал“, в превод – (Водопад), на немски: Wasserfall, става прототип за конструирането на двигател с течно ракетно гориво, използван при производството на зенитни установки.
Около полунощ на 17 юни 1943 година, 433 тежки бомбардировачи от КВВС на Великобритания извършват бомбардировъчен нальот над полигона Пенемюнде, разрушавайки напълно градчето в което живее научно-техническия персонал. Сред многото загинали е и доктор Валтер Тил.